# Isidoro Torres
Isidoro Torres (ur. 10 kwietnia 1866, zm. 5 grudnia 1928) – filipiński wojskowy i polityk.

## Życiorys
Urodził się w Matimbo w Malolos, w prowincji Bulacan. Był synem Florencio Torresa oraz Marii Dayao. Podstawy edukacji odebrał między innymi w Malolos. Kształcił się w manilskim Colegio de San Juan de Letran oraz Universidad de Santo Tomas. W 1882 roku był zamieszany w zabójstwo księdza Moisesa Santosa, duchownego znanego z chciwości i nadmiernego materialnego obciążania swoich parafian. Udało mu się uniknąć odpowiedzialności karnej, przede wszystkim dzięki znacznym wpływom i zamożności swojej rodziny. Między 1890 a 1892 rokiem piastował funkcję głowy barangayu. Odpowiadała ona współczesnemu stanowisku kapitana barangayu. Jeszcze jako urzędnik administracji kolonialnej włączył się w działalność antyhiszpańską. Wstąpił do Katipunanu, wraz z kilkoma współpracownikami stał za utworzeniem oddziału tej organizacji narodowowyzwoleńczej w rodzinnej prowincji. Po zdekonspirowaniu przeniósł się do Masukol w Paombongu, przywodząc tam ze sobą około 3000 ludzi gotowych do włączenia się do działań zbrojnych w ramach rewolucji filipińskiej.
Walczył w szeregach armii filipińskiej, przez współczesnych ceniony był za swoje zdolności taktyczne. 20 listopada 1896 roku udało mu się zatrzymać wojska hiszpańskie w bitwie nad rzeką Masukol. Szybko awansował, stopień generała brygady otrzymał w czerwcu 1897 roku. Był jednym z wielu dowódców okresu rewolucyjnego, wyróżniających się młodym wiekiem. Wśród postaci awansowanych nawet szybciej wskazać można na przykład Gregorio del Pilara czy Manuela Tinio. 3 lipca 1898 roku zdobył Macabebe, współdziałając z siłami dowodzonymi przez generała Geronimo. Był jednym z delegatów na Kongres w Malolos, przez pewien czas rządził też Bulacanem jako gubernator wojskowy.
Po zakończeniu wojny filipińsko-amerykańskiej wyjechał na pewien czas z kraju udając się do Singapuru, następnie zaś do Japonii. Na Filipiny powrócił w 1903 roku, osiadł w San Antonio w prowincji Nueva Ecija. Między 1910 a 1912 rokiem był sędzią pokoju, następnie zasiadał też w krajowym parlamencie. Poślubił Amelię Bernabę, jego wkład w działalność niepodległościową upamiętnia niewielka konstrukcja wzniesiona w rodzinnej miejscowości generała przez Narodową Komisję Historyczną.